# Parang (muziek)
Parang is een Caraïbische en Latijns-Amerikaanse muziekgenre afkomstig uit Venezuela en Trinidad en Tobago. Het is ontstaan door Venezolaanse migranten die migreerde naar Trinidad en Tobago. Het woord zelf is afgeleid van twee Spaanse woorden: parranda, dat 'party, feestje' en parar, dat 'stoppen' betekent.
Een fusiongenre van parang , parang soca is een combinatie van parang en soca, een ander Caraïbische muziekgenre.